# Octodon lunatus
Octodon lunatus és una espècie de mamífer rosegador de la família dels octodòntids. És endèmic de Xile, on viu a les muntanyes litorals de les províncies de Valparaíso, Aconcagua i Coquimbo. Els seus hàbitats naturals són els matollars rocosos i densos. Està amenaçada per la transformació del seu entorn per a usos ramaders i agrícoles.